# Tobias Potye
Tobias Potye (ur. 16 marca 1995 w Monachium) – niemiecki lekkoatleta specjalizujący się w skoku wzwyż, srebrny medalista mistrzostw Europy.

## Kariera sportowa
W 2013 zdobył złoty medal mistrzostw Europy juniorów w Rieti, a rok później był dziewiąty na juniorskich mistrzostwach świata w Eugene. W 2022 roku został wicemistrzem Europy.
Rekordy życiowe:
- stadion – 2,34 (16 lipca 2023, Chorzów, 14. Memoriał Kamili Skolimowskiej);
- hala – 2,30 (13 lutego 2024, Bańska Bystrzyca).

## Osiągnięcia
| Rok  | Impreza                                 | Miejsce   | Pozycja           | Wynik (m) |
| ---- | --------------------------------------- | --------- | ----------------- | --------- |
| 2013 | Mistrzostwa Europy juniorów             | Rieti     | 1. miejsce        | 2,20      |
| 2014 | Mistrzostwa świata juniorów             | Eugene    | 9. miejsce        | 2,17      |
| 2015 | Młodzieżowe mistrzostwa Europy          | Tallinn   | 8. miejsce        | 2,18      |
| 2017 | Młodzieżowe mistrzostwa Europy          | Bydgoszcz | 10. miejsce       | 2,10      |
| 2018 | Mistrzostwa Europy                      | Berlin    | el. – 16. miejsce | 2,21      |
| 2021 | Halowe mistrzostwa Europy               | Toruń     | 4. miejsce        | 2,26      |
| 2022 | Mistrzostwa świata                      | Eugene    | el. – 19. miejsce | 2,21      |
| 2022 | Mistrzostwa Europy                      | Monachium | 2. miejsce        | 2,27      |
| 2023 | Halowe mistrzostwa Europy               | Stambuł   | 4. miejsce        | 2,26      |
| 2023 | I dywizja drużynowych mistrzostw Europy | Chorzów   | 4. miejsce        | 2,26      |
| 2023 | Mistrzostwa świata                      | Budapeszt | 5. miejsce        | 2,33      |
| 2024 | Igrzyska olimpijskie                    | Paryż     | el. –             | NM        |
| 2025 | Halowe mistrzostwa Europy               | Apeldoorn | 6. miejsce        | 2,17      |
| 2025 | I dywizja drużynowych mistrzostw Europy | Madryt    | 3. miejsce        | 2,24      |